# Szarwark (Petite-Pologne)
Pour les articles homonymes, voir Szarwark.
Szarwark est une localité polonaise de la gmina de Dąbrowa Tarnowska, située dans le powiat de Dąbrowa en voïvodie de Petite-Pologne.